# Loch Fender
Loch Fender är en sjö i Storbritannien.   Den ligger i kommunen Perth and Kinross och riksdelen Skottland, i den norra delen av landet, 600 km norr om huvudstaden London. Loch Fender ligger 518 meter över havet. Trakten runt Loch Fender består i huvudsak av gräsmarker.